# Twink (musicus)
Twink (artiestennaam van John Charles Edward Alder; Colchester, 29 november 1944) is een Brits singer-songwriter, drummer en acteur. Als musicus was hij een centraal figuur binnen de Britse psychedelische muziek.
Twink werd geboren in een muzikale familie. Zijn grootvader aan moeders kant was pianist en solist. Twink begon zijn carrière in 1963 bij de rhythm-and-bluesband Dane Stephens and the Deep Beats. Deze band ging uiteindelijk over in The Fairies. In 1965 vertrok hij naar Londen, waar hij een jaar later lid werd van The In-Crowd als drummer. Deze band ging uiteindelijk over in “Tomorrow”. Hij speelde verder bij Dane Stephens and the Deep Beats, The Pretty Things, The Pink Fairies, PinkWind, The Rings, Syd Barrett en Stars. Daarnaast nam hij als soloartiest albums en singles op.

## Discografie

### Solo
- Think Pink – album (Sire Records, 1970 – opgenomen in 1969)
- Apocalipstic / He's Crying – 7" single (Twink Records, 1986)
- Space Lover – 12" maxisingle met vijf versies van het lied: Rock 'n' Roll No. 1; Rock 'n' Roll No. 2; Psychedelicised; Instrumental; Percussed (Twink Records # TWK 2, 1986) (als Twink & The Fairies)
- Driving My Car / War Girl – 7" single (Twink Records, 1987)
- Kids Aid / Instrumental – 7" single (Twink Records) (als Children Of The World)
- Psychedelic Punkeroo / Seize The Time – 7"/12" single (Twink Records, 1990?)
- Mr. Rainbow – album (Twink Records, 1990)
- Odds & Beginnings – part compilation album (Twink Records, 1991) (featuring former Fairies colleagues Dane Stephens and Mick Weaver)
- Festival Of The Sun – livealbum (Twink Records, 1995 – opgenomen 1993) (met Nik Turner, als Pinkwind)
- Purple Haze – livealbum (Twink Records, 1996 – opgenomen 1995) (met Nik Turner, als Hawkfairies)
- Out Of The Pink Into The Blues – album (Twink Records – or HTD Records?, 1996?) ("opgenomen live at the Bridge from mid seventies till eighties", as Mouse & Twink: Fairies)
- Pleasure Island – album (Twink Records, 1996) (met Paul Rudolph, als Pink Fairies)
- No Picture – album (Twink Records, 1997) (met Paul Rudolph, als Pink Fairies)
- The Lost Experimental Recordings – album (Get Back Records, 2000 – opgenomen rond 1970)

### Met The Fairies
- Don't Think Twice, It's All Right / Anytime At All – 7" single (Decca Records, 1964)
- Get Yourself Home / I'll Dance – 7" single (HMV, 1965)
- Don't Mind / Baby Don't – 7" single (HMV, 1965)

### Met Santa Barbara Machine Head
- Blues Anytime Vol. 3 – compilatiealbum (3 tracks) (Immediate Records, 1968 – opgenomen 1967)
- Pre Purple People – compilatiealbum (3 tracks) (Purple Records, 2001 – opgenomen 1967)

### Met Tomorrow
- My White Bicycle / Claramount Lake – 7" single (Parlophone Records, 1967)
- Revolution / Three Jolly Little Dwarves – 7" single (Parlophone Records, 1967)
- Tomorrow – album (Parlophone Records/Sire Records, 1968)
- 50 Minute Technicolor Dream – album (RPM Records, 1998 – opgenomen 1967)

### Met The Pretty Things
- S.F. Sorrow – album (Columbia Records/Rare Earth Records, 1968)

### Met Aquarian Age
- 10,000 Words In A Cardbord Box / Good Wizard Meets Naughty Wizard – 7" single (Parlophone Records, 1968)
- Me – Tomorrow – album

### Met Pink Fairies
- The Snake / Do It – 7" single (Polydor Records, 1971)
- Never Never Land – album (Polydor Records, 1971)
- The compilation cd's The Golden Years: 1969–1971 (Cleopatra Records, 1998), Mescaline and Mandies Round at Uncle Harry's (NMC, 1998) & Do It! (Total Energy, 1999) all include live tracks and radio sessions from 1969/1971, most featuring Twink.
- From The Vaults (a.k.a. Odds & Beginnings Volume 2) – album (Get Back, 1999, credited to Twink) includes some of the Pink Fairies tracks released on the above-mentioned compilations, plus some Twink solomaterial.
- The Lost Experimantal Recordings 1970 – album (Get Back, 2000 – opgenomen winter 1969-1970)
- The Never Never Land And Think Pink Demos – album (Get Back, 2001 – opgenomen winter 1969-1970)
- Live at the Roundhouse – album (Big Beat, 1982 – opgenomen 1975)
- Kill 'Em and Eat 'Em – album (Demon Records, 1987)
- Chinese Cowboys: Live 1987 – album (Captain Trip Records, 2005 – opgenomen 1987)

### Met The Rings
- I Wanna Be Free / Automobile – 7" single (Chiswick Records, 1977)
- The Rings live at the 100 Club – (about 30 minutes in length, opgenomen before the single was issued, only released on cd reissue of Twink's Odds & Beginnings album, 1995)

### Overig
- Mona – The Carnivorous Circus – with Mick Farren album (Transatlantic Records, 1970 – opgenomen in december 1969)
- Do It '77 / Psychedelic Punkeroo / Enter The Diamonds – met Twink & The Fairies 12" ep (Chiswick Records, 1978)
- You Need a Fairy Godmother – (met Plasticland, livealbum, Midnight Records, 1989)
- One Hundred Miles Below – (met Magic Muscle, livealbum, Big One Guitar, 1989)
- Magic Eye – (met The Bevis Frond: Bevis & Twink, album (Woronzow, 1990)

## Filmografie
- Smashing Time – lid van The Snarks
- What's Good for the Goose – zichzelf
- 'Allo 'Allo!
- Chocky's Challenge